# Karl Crest
Karl Crest ist ein 1572 m hoher Felsvorsprung auf der antarktischen Ross-Insel. Er ragt aus dem Westhang des Mount Bird 1,7 km westlich dessen Gipfel auf.
Das New Zealand Geographic Board benannte ihn 2018 nach Brian Karl, der von 1987 bis 2016 im neuseeländischen Schutzprogramm für Adeliepinguine tätig war.